# 伊達宗綱
伊達宗綱（1254年—1314年3月20日）是鎌倉時代武將。伊達氏第5代當主。父親是伊達政依。兒子有伊達基宗、伊達宗昌（彦二郎）、伊達行綱（瀨上五郎）。通稱甲斐小太郎。弟弟伊達宗弘成為白石長俊的養嗣子並改姓白石氏。
與但馬伊達氏的伊達朝綱的兒子同名（通稱修理亮三郎）。